# Área salvaje Lost Creek
El área salvaje Lost Creek (del inglés: Lost Creek Wilderness) es un área salvaje de Estados Unidos localizada en el centro de Colorado, en los condados de Jefferson y  Park, al sur de la ciudad de Bailey. La zona está situada totalmente dentro de los límites del bosque nacional Pike y comprende cerca de 485 km².
Lleva el nombre por un arroyo que desaparece y vuelve a aparecer antes de unirse finalmente al arroyo Goose, que desemboca en el río Platte Sur, justo al este de la zona del área salvaje. El sistema de agua de la zona constituye un hito para la cuenca del río Platte. La zona se caracteriza por sus muchas formaciones naturales de rocas, arcos y cúpulas redondeadas de granito y perillas. Estas están contenidas en dos cordilleras de bajas estribaciones alpinas de las Montañas Rocosas: las montañas Tarryall y las montañas Kenosha.
Debido a su proximidad a Denver, la zona es muy popular para la recreación al aire libre, tanto en verano como en invierno. Las actividades típicas de la zona son el senderismo, excursionismo, escalada en roca, así como el esquí de fondo, raquetas de nieve y campamento de invierno. Hay 130 millas (210 km) de senderos en el área salvaje, incluyendo una sección de la ruta de Colorado que atraviesa el arroyo Lost, paralela a la frontera noreste hacia Kenosha Pass.
El área salvaje está protegida y administrada por el Servicio Forestal de los Estados Unidos.